# Župan
Župàn je imenovani ali izvoljeni predstavnik lokalne oblasti, občine.

## Zgodovina
Slovensko ime izhaja iz župe; osnovne geopolitične enote v Karantaniji. Župan je načeloval župi in bil odgovoren kosezom ter drugim plemičem.
Od okoli 1780 so na Kranjskem davčne občine vodili rihtarji, ki so bili imenovani ali voljeni in podrejeni plemstvu. Navezave na tradicionalne soseske župane ni bilo.
Leta 1810 so Francozi na Slovenskem Francozi v okviru Ilirskih provinc uvedli občine (komune, merije) kot upravne enote z županom na čelu večjih občin in sindiki na čelu občin z manj kot 2.400 prebivalci.